# Tomobella fotsy
Tomobella fotsy är en spindelart som beskrevs av Szüts, Scharff 2009. Tomobella fotsy ingår i släktet Tomobella och familjen hoppspindlar. Inga underarter finns listade i Catalogue of Life.